# 팔레세 국립 방사생태 보호구역

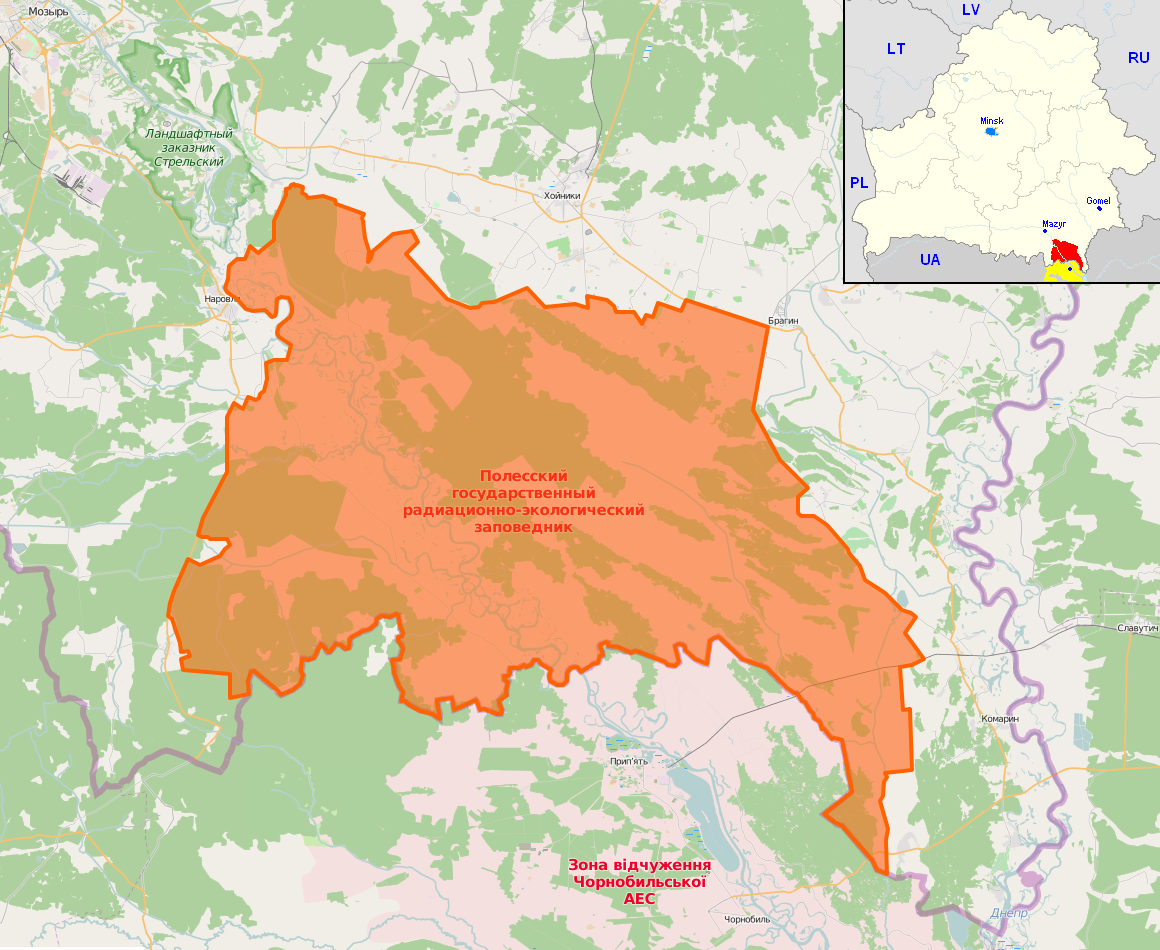
팔레세 국립 방사생태 보호구역

팔레세 국립 방사생태 보호구역(벨라루스어: Палескі дзяржаўны радыяцыйна-экалагічны запаведнік)은 벨라루스의 역사적 지역인 팔레세의 방사성 자연 보호구역이다. 체르노빌 사고로 인한 방사성 낙진의 영향을 가장 많이 받은 벨라루스 영토를 둘러싸기 위해 만들어졌다. 이 보호구역은 우크라이나의 체르노빌 제외 구역에 인접해 있다.